# Sulisław (województwo wielkopolskie)
Sulisław – wieś w Polsce położona w województwie wielkopolskim, w powiecie ostrowskim, w gminie Raszków. Leży ok. 8 km na zachód od Ostrowa Wlkp. przy drodze powiatowej Raszków-Odolanów.
Przed 1932 rokiem miejscowość położona była w powiecie odolanowskim, W latach 1975–1998 w województwie kaliskim, w latach 1932–1975 i od 1999 w powiecie ostrowskim.

Zobacz też: Sulisław, Sulisławice